# Looking Back to Yesterday
Looking Back to Yesterday: Never-Before-Released Masters è una raccolta di pezzi inediti e di rarità del cantante Michael Jackson pubblicata nel 1986 dalla Motown. Non è considerato un album in studio in quanto si tratta di 12 tracce archiviate, registrate nel periodo 1972/1973.
L'album, divenuto un pezzo raro, è stato nuovamente pubblicato nel 2009 dalla Motown all'interno della raccolta/box set Hello World: The Motown Solo Collection.

## Tracce
1. When I Come of Age – 2:37 (W. D. Parks/D. Fletcher/H. Davis)
2. Teenage Symphony (The Jackson 5) – 2:45 (G. Jones/H. Davis/M. McLeod)
3. I Hear a Symphony (The Jackson 5) – 3:01 (Holland/Dozier/Holland)
4. Give Me Half a Chance (The Jackson 5) – 3:26 (C. Davis)
5. Love's Gone Bad – 3:08 (Holland/Dozier/Holland)
6. Lonely Teardrops – 2:40 (B. Gordy/G. Gordy/T. Carlo)
7. You're Good for Me (The Jackson 5) – 3:15 (E. Horan)
8. That's What Love Is Made of – 3:24 (R. Rogers/W. Robinson/W. Moore)
9. I Like You the Way You Are (Don't Change Your Love on Me) (The Jackson 5) – 2:57 (Willie Hutch)
10. Who's Lookin' for a Lover – 2:50 (J. D. Hilliard/Leon Ware)
11. I Was Made to Love Her (The Jackson 5) – 3:20 (Henry Cosby/L. Hardaway/S. Moy/Stevie Wonder)
12. If I Was God – 3:02 (Richard M. Sherman/Robert B. Sherman)

## Singoli
Love's Gone Bad (pubblicato solo in Canada)